# سلمون أسترالي
سلمون الأسترالي (الاسم العلمي: Arripis)، جنس أسماك بحرية من الفرخيات وهو العضو الوحيد في فصيلة السلمونيات الأسترالية. يوجد في أستراليا ونيوزيلندا. لا ترتبط أسماك السلمون الأسترالية بفصيلة السلمونيات الموجودة في نصف الكرة الشمالي. سمي سمك السلمون الأسترالي بذلك من قبل المستوطنين الأوروبيين الأوائل بسبب تشابه السطحي مع أسماك السلمون.